# Danda Prado
Yolanda Cerquinho da Silva Prado conhecida como Danda Prado (São Paulo, 24 de outubro de 1929 - 1 de outubro de 2023) foi uma empresária do ramo editorial, pedagoga e ativista lésbica e feminista brasileira.

## Biografia
Filha de Caio Prado Júnior, um intelectual formado em História, e Hermínia F. Cerquinho. Sua condição de membro da elite paulistana lhe oportunizou se tornar bacharel em Pedagogia pela Universidade de São Paulo e, acompanhando os passos de seu pai, ela se tornou uma militante do Partido Comunista Brasileiro. Após o golpe militar de 1964, ela se exilou na França em 1970. Lá ela rompeu com o Partido Comunista e ingressou no movimento feminista em Paris, experiência que contribuiria para a formação do movimento libertário brasileiro.
Também em solo francês, ela retoma seus estudos, vindo a obter o seu doutorado na Universidade Paris VII ao defender em 1977 a tese com o título de "Le lien conjugal: mythes et réalités" e foi produzida sob a orientação do professor Paul Arbousse-Bastide.
Em 1972, Danda fundou o Grupo Latino-Americano de Mulheres em Paris, enquanto ainda estava exilada na França.  Este grupo publicou o periódico Nosostras, cuja primeira edição saiu em 1974, tornando-se a principal atividade do grupo, que chegou a congregar cerca de 200 mulheres.
Após a aprovação da Lei da Anistia, Prado retornou ao Brasil, prosseguindo com a publicação de obras como "O que é Família" (1981); "Cícera, um destino de mulher: autobiografia duma imigrante nordestina, operária têxtil" (1981), em coautoria com Cícera; e "O que é aborto?" (1985).  Atuou como presidente da Editora Brasiliense, após o falecimento de seu irmão, Caio Graco Prado.
.